# Lagynochthonius thorntoni
Lagynochthonius thorntoni är en spindeldjursart som beskrevs av Harvey 1988. Lagynochthonius thorntoni ingår i släktet Lagynochthonius och familjen käkklokrypare. Inga underarter finns listade i Catalogue of Life.